# سگار بسترد

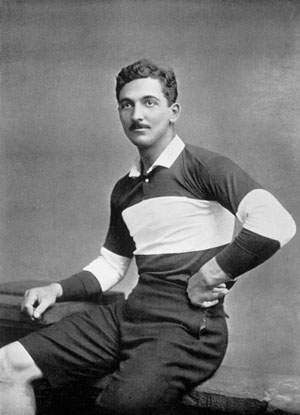
سگار بسترد در سنین جوانی

سگار بسترد (به انگلیسی: Segar Bastard) بازیکن فوتبال زادهٔ ۲۵ ژانویه ۱۸۵۴ اهل کشور انگلستان بود که سابقهٔ بازی در تیم ملی فوتبال انگلستان را در کارنامهٔ خود دارد. وی در تاریخ ۱۳ مارس ۱۸۸۰ تنها بازی ملی خود را در مقابل تیم ملی فوتبال اسکاتلند انجام داد.سگار در تاریخ ۲۰ مارس ۱۹۲۱ در سن ۶۷ سالگی چشم از جهان گشود.